# Richard Neville Parker
Richard Neville Parker (1884 - 1958 ) fue un botánico, e ingeniero forestal inglés, que trabajó extensamente en la India.

## Algunas publicaciones
- 1921. N.W. Himalayan Astragali of the subgenus Aegacantha
- 1924. Botanical notes on some plants of the Kali valley
- 1925. On the supposed occurrence of Salix alba L. in the north-west Himalaya
- 1928. Two new bamboos from Burma
- 1931. The herbarium of the Forest research institute. N.º 73 de Indian forest bulletin. 10 pp.
- 1931. Name changes in important Indian trees
- 1932. Casuarina root-nodules
- 1953. Alien plants growing without cultivation in the Somerset West Neighbourhood

### Libros
- john firminger Duthie, richard neville Parker, william bertram Turrill. 1903. Flora of the upper Gangetic plain, and of the adjacent Siwalik and sub-Himalayan tracts. Vol. 1, Partes 1-2. Ed. Office of the Supt. of Govt. Print.
- -----, -----, -----. 1903. Flora of the Upper Gangetic Plain: pt.1. Ranunculaceae to Cornaceae. pt.2. Caprifoliaceae to Campanulaceae. Edición de 1969 de 87 pp.
- 1925. Eucalyptus trials in the Simla Hills. Forest bull. 63 27 pp.
- 1925. Eucalyptus in the plains of north west India. Indian forest bull. 61 34 pp.
- 1933. Forty common Indian trees and how to know them. Ed. Logos. 46 pp. Ediciones de 1986, 1990, 1997
- 1956. Common Indian trees and how to know them. Ed. Manager of Publications. 46 pp. Ed. de 1999 de 52 pp. ISBN 81-7132-204-2
- 1973. A forest flora for the Punjab with Hazara and Delhi. Ed. Bishen Singh Mahendra Pal Singh and Periodical Experts, Delhi. 577 pp. 1ª edición de 1918 de 177 pp.
- george Dalton, richard neville Parker. 1973. Agriculture in south-east Ghana: Special studies. Volumen 2, N.º 13 de Development studies. Ed. Dept. of Agricultural Economics and Management, Reading Univ. 96 pp.

- La abreviatura «R.Parker» se emplea para indicar a Richard Neville Parker como autoridad en la descripción y clasificación científica de los vegetales.[1]